# Fokker D.II
De Fokker D.II was een jachtvliegtuig van Fokker uit de Eerste Wereldoorlog. In tegenstelling tot wat de naam doet verwachten is de D.II (projectnaam M17) de voorganger van de D.I (projectnaam M18). Beide Fokkers kwamen gelijktijdig in dienst van het Duitse leger, nadat de eerste negentig toestellen rond juli/augustus 1916 waren besteld. De hoofdontwerper was Martin Kreutzer. De D.II en D.I hadden een verschillende motor, maar waren verder aan elkaar gelijk.

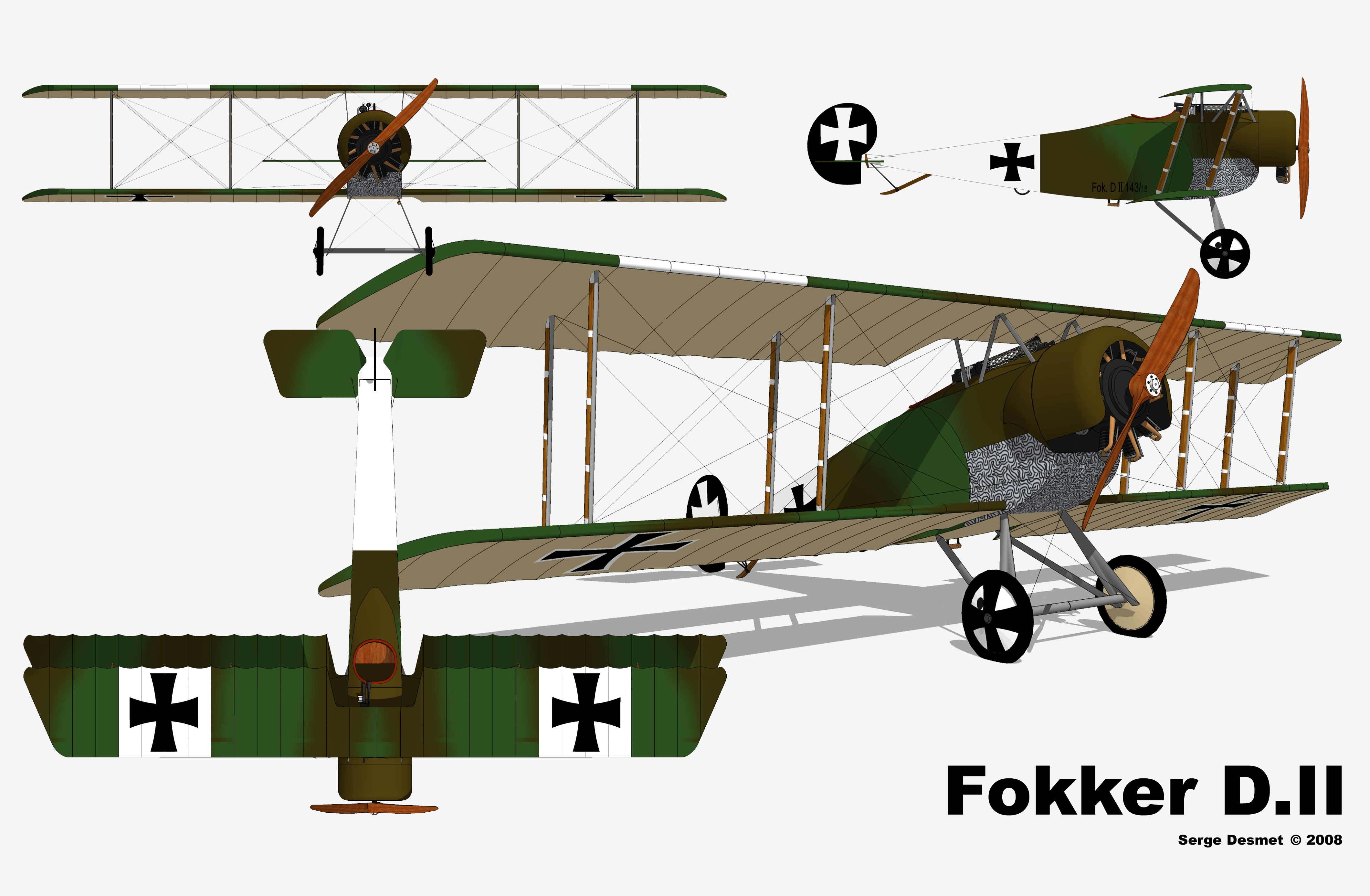